# Вулиця Євгена Коновальця (Житомир)
Вулиця Євгена Коновальця — вулиця Житомира, названа на честь засновника та першого Голови ОУН, ідеолога українського націоналізму, полковника Євгена Коновальця.

## Розташування
Знаходиться на Богунії. З'єднує проспект Миру і Зелену вулицю.

## Історія
Вулиця виникла наприкінці ХІХ століття як проїзд між ділянками Врангелівських дач. До середини ХХ століття переважно незабудована. Як вулиця із садибною забудовою почала формуватися у 1950-х роках. У 1955 році вулиця отримала назву Рівна вулиця. Станом на 1968 рік вулиця та її забудова сформовані. У 1977 році Рівна вулиця перейменована на вулицю Якубовського.
Відповідно до розпорядження Житомирського міського голови від 19 лютого 2016 року № 112 «Про перейменування топонімічних об'єктів та демонтаж пам'ятних знаків у м. Житомирі», вулиця Якубовського перейменована на вулицю Євгена Коновальця.